# Passion (film)
Passion är en  tysk-fransk erotisk dramathrillerfilm från 2012 i regi av Brian De Palma och skriven av Brian De Palma och Natalie Carter. Originalverket skrevs av Natalie Carter och Alain Corneau. Filmens huvudroller spelas av bland andra Noomi Rapace, Rachel McAdams, Karoline Herfurth och Rainer Bock. 
Filmen hade biopremiär den 7 september 2012 i Italien, och i Frankrike och Belgien hade den premiär den 13 februari 2013. I Sverige hade den premiär den 19 juni 2013.

## Handling
Filmen handlar om Isabelle, en talangfull medarbetare som jobbar på en reklambyrå, som beundrar sin chef tills hon blir orättvist behandlad, och om Christine, en manipulativ chef som förråder och utnyttjar allt och alla till sin egen fördel. 
Allt börjar när Christine tar åt sig äran av Isabelles förslag till en kampanj. Isabelle blir förstummad när Christine plötsligt säger att det är hennes verk, och använder dessutom Isabelles historia till hur hon kom på idén till kampanjen. Tätt därefter blir Isabelle utsatt för hot och förödmjukelse. Allt slutar med mord.
| ”                                                        | There is no backstabbing here. It's work. And we're a team. | „ |
| – Christine om att hon tar äran av Isabelles kampanjidé. |                                                             |   |

## Rollista
- Noomi Rapace - Isabelle, Christines gunstling
- Rachel McAdams - Christine, Isabelles chef
- Karoline Herfurth - Dani, Isabelles assistent
- Paul Andersen - Dirk, Christines pojkvän - har förskingrat pengar och söker hjälp hos Christine
- Rainer Bock - Inspektör Bach
- Benjamin Sadler - Åklagare

## Produktion
Brian De Palma som regisserade denna psykologiska thriller har satt sin prägel på sin remake av originalet Love Crime. Inspelningen påbörjades i mars 2012 och i september samma år släpptes en första bio-trailer. Filmen hade slutligen premiär första gången i september 2012.